# Coupe d'Algérie de football 2018-2019
Navigation
Coupe d'Algérie
2017-2018 Coupe d'Algérie
2019-2020
La Coupe d'Algérie de football 2018-2019 est la 55e édition de la Coupe d'Algérie de football, la compétition est sponsorisée par l'opérateur ATM Mobilis, compétition à élimination directe mettant aux prises des clubs de football amateurs et professionnels affiliés à la Fédération algérienne de football.
Le vainqueur est qualifié pour le tour préliminaire de la Coupe de la confédération africaine.

## Calendrier

### Dates des matchs
| Tour                           | Nom                        | Dates retenues                    | Équipes participantes | Équipes gagnantes |
| Épreuve éliminatoire (2018)    |                            |                                   |                       |                   |
| 1                              | Premier tour               | Dates régionales                  | -                     | -                 |
| 2                              | Deuxième tour              | Dates régionales                  | -                     | -                 |
| 3                              | Troisième tour             | 9-10 novembre                     | 192                   | 96                |
| 4                              | Quatrième tour             | 23-24 novembre                    | 96                    | 48                |
| Compétition propre (2018-2019) |                            |                                   |                       |                   |
| Entrée des 16 clubs de Ligue 1 |                            |                                   |                       |                   |
| 5                              | Trente-deuxièmes de finale | 18-19 décembre                    | 48 + 16               | 32                |
| 6                              | Seizièmes de finale        | 28-29-30-31 décembre 1-15 janvier | 32                    | 16                |
| 7                              | Huitièmes de finale        | 21-22-23-29 janvier               | 16                    | 8                 |
| 8                              | Quarts de finale aller     | 19 février 9-12 mars              | 8                     | 4                 |
| 9                              | Quarts de finale retour    | 27 février 28-30 mars             | 8                     | 4                 |
| 10                             | Demi-finales aller         | 16-17 avril                       | 4                     | 2                 |
| 11                             | Demi-finales retour        | 24-25 avril                       | 4                     | 2                 |
| 12                             | Finale                     | 8 juin                            | 2                     | 1                 |

### Dates des tirages au sort
Tirage au sort le 9 décembre 2018.
Les 64 clubs qualifiés
- Ligue 1: MC Oran, USM Alger, CS Constantine, DRB Tadjenanet, JS Kabylie, NA Hussein Dey, O Médéa, CAB Bordj Bou Arreridj, ES Sétif, JS Saoura, CR Belouizdad, MO Béjaïa, MC Alger, USM Bel Abbès (TT), Paradou AC, AS Ain M'lila.

- Ligue 2: RC Kouba, USM El Harrach, USM Annaba, WA Tlemcen, ASM Oran, JSM Béjaïa, JSM Skikda, MC El Eulma, Amel Bou Saâda, NC Magra, USM Blida.

- DNA: MBS Oued Sly, US Beni Douala, IB Lakhdaria, CA Batna, CRB Kais, USM Khenchela, CR Beni Thour, CR Village Moussa, US Remchi, ASB Maghnia, NT Souf, JSM Tiaret, SA Mohammadia, GC Mascara, CRB Aïn Oussara.!

- Inter-régions : MB Rouissat, RA Ain Defla, ICS Tlemcen, MSP Batna, SA Sétif, USM Sétif, HAMR Annaba, ESB Besbes, CR Bouguirat, O Magran, ARB Ghriss

- Régionale 1: MS Cherchell, FCB Abbane - Ramdane, MC El Bayadh, RC Bougaa, USMD Ben Khedda, JS Guir Abadla, IH Chellala, ORB Boumahra.

- Régionale 2: ASS Nationale, MB Bazer Sakhra

- Honneur: Olympique Akbou

## Avant Dernier Tour Régional
| Ligue d'Alger Avant Dernier tour régional (vendredi 09/11/2018 à 14h 30)         |                        |             |                           |                                    |                      |                              |
| 1                                                                                | US Oued Amizour        | 1-1 t.a.b   | ES Ben Aknoun             |                                    |                      | Bouira                       |
| 2                                                                                | USM Chéraga            | 2-2 t.a.b   | ASG Belvedere             |                                    |                      | Bordj El Kiffan              |
| 3                                                                                | WB Saoula              | 0-2         | RC Seddouk                |                                    |                      | Lakhdaria                    |
| 4                                                                                | ES Sour El Ghozlane    | 0-0 t.a.b   | USM El Harrach            |                                    |                      | Boumerdès                    |
| 5                                                                                | AS Sûreté National     | 1-1 t.a.b   | CRB Dar El Beida          |                                    |                      | El Harrach                   |
| 6                                                                                | ES Bir Ghbalou         | 0-2         | USM Draa Ben Khedda       |                                    |                      | Reghaia                      |
| 7                                                                                | US Beni Douala         | 1-1 t.a.b   | JS Azzazga                |                                    |                      | Tizi Ouzou                   |
| 8                                                                                | OMR El Anasser         | 0-1         | IB Lakhdaria              |                                    |                      | Boudouaou                    |
| 9                                                                                | RC Kouba               | 3-3 t.a.b   | DRB Baraki                |                                    | le 10-11-2018        | Bourouba                     |
| 10                                                                               | RC Boumerdès           | 1-2         | JS Hai Djebel             |                                    | le 10-11-2018        | Reghaia                      |
| 11                                                                               | JSM Bejaia             | 2-0         | IB Khemis El Khechna      |                                    | le 10-11-2018        | Bouira                       |
| 12                                                                               | NR Dely Ibrahim        | 0-2         | ESM Boudouaou             |                                    | le 10-11-2018        | Boudouaou                    |
| 13                                                                               | JS Boumerdès           | 1-3 a.p     | OC Akbou                  |                                    | le 10-11-2018        | Lakhdaria                    |
| 14                                                                               | Hydra AC               | 0-1         | JSM Cheraga               |                                    | le 10-11-2018        | Ben Aknoun                   |
| 15                                                                               | ERB Ouled Moussa       | 2-1         | NARB Reghaia              |                                    | le 10-11-2018        | Boumerdès                    |
| 16                                                                               | EC Oued Smar           | 1-2         | MB Bouira                 |                                    | le 10-11-2018        | Boudouaou                    |
| Ligue de Blida Avant Dernier tour régional (9 novembre 2018 à 14h 30)            |                        |             |                           |                                    |                      |                              |
| 1                                                                                | CRB Aïn Oussara        | 1 - 1 t.a.b | RC Arba                   |                                    |                      |                              |
| 2                                                                                | ORB Oued Fodda         | 1 - 1 t.a.b | ES Berrouaghia            |                                    |                      |                              |
| 3                                                                                | MS Cherchell           | 3 - 3 t.a.b | CB Beni Slimane           |                                    |                      |                              |
| 4                                                                                | WA Boufarik            | 0 - 0 t.a.b | CRB Sendjas               |                                    |                      |                              |
| 5                                                                                | MCB Oued Sly           | 2 - 0       | CR Zaouia                 |                                    |                      |                              |
| 6                                                                                | ESM Koléa              | -           | I Chellalat El Adhaoura   |                                    | le 10 novembre       |                              |
| 7                                                                                | IRB Boumedfaa          | -           | SC Aïn Defla              |                                    | le 10 novembre       |                              |
| 8                                                                                | ASO Chlef              | -           | USMM Hadjout              |                                    | le 10 novembre       |                              |
| 9                                                                                | RA Ain Defla           | -           | SKAF Khemis Miliana       |                                    | le 10 novembre       |                              |
| 10                                                                               | USM Blida              | 2 - 0       | WRN Ain Oussara           | Aliouat Feth Nour, Zerguine Youcef | le 10 novembre       |                              |
| Ligue d'Oran Avant Dernier tour régional (09/11/2018 à 14h 30)                   |                        |             |                           |                                    |                      |                              |
| 1                                                                                | CRB Ben Badis          | 2-2 t.a.b   | FCB Abdelmalek Ramdane    |                                    |                      | Benahmed / Oran              |
| 2                                                                                | JS Bendaoud            | 0-3         | RCB Oued R'hiou           |                                    |                      | Bouguirat                    |
| 3                                                                                | CRM Bouguirat          | 1-0         | O Sidi Ben Adda           |                                    |                      | Toula / Oran                 |
| 4                                                                                | CRB Hennaya            | 4-0         | MC Sidi Ali Boussidi      |                                    |                      | Ben Badis                    |
| 5                                                                                | IRB El Kerma           | 1-2         | US Remchi                 |                                    |                      | Témouchent                   |
| 6                                                                                | SCM Oran               | 3-2 a.p     | ES Es-Sénia               |                                    |                      | Sidi Chahmi                  |
| 7                                                                                | CS Béni Saf            | 0-2         | ICS Tlemcen               |                                    |                      | Sidi Brahim                  |
| 8                                                                                | CR Témouchent          | 0-0 t.a.b   | JS Bedrabine              |                                    |                      | 3F Amarouche / Bel Abbes     |
| 9                                                                                | NCR Dermane            | 0-2         | CRB Sidi Ali              |                                    |                      | Tlélat                       |
| 10                                                                               | ASM Oran               | 2-0         | CC Oran                   |                                    | le 10-11-2018        | Zabana / Oran                |
| 11                                                                               | ASB Maghnia            | 2-0         | OM Arzew                  |                                    | le 10-11-2018        | Chabat                       |
| 12                                                                               | CRB Sfisef             | 2-1         | RC Relizane               |                                    | le 10-11-2018        | Bouakeul / Oran              |
| 13                                                                               | IRB Fornaka            | 1-2         | ES Mostaganem             |                                    | le 10-11-2018        | Bouguirat                    |
| 14                                                                               | JS Emir Abdelkader     | 0-4         | WA Tlemcen                |                                    | le 10-11-2018        | Témouchent                   |
| Ligue de Saida Avant Dernier tour régional (13/11/2018 à 14h 30)                 |                        |             |                           |                                    |                      |                              |
| 1                                                                                | GC Mascara             | -           | MC Saida                  |                                    |                      | Tiaret                       |
| 2                                                                                | SA Mohamadia           | -           | JS Djeniane Meskine       |                                    |                      | Meflah Aoued / Mascara       |
| 3                                                                                | JSM Tiaret             | -           | CRB Froha                 |                                    |                      | 13 Avril / Saida             |
| 4                                                                                | ARB Ghriss             | -           | USB Tissemsilt            |                                    |                      | Frenda                       |
| 5                                                                                | WAB Ain Kermes         | -           | MB Hassasna               |                                    |                      | Ghriss                       |
| 6                                                                                | JS Sig                 | -           | IS Tighennif              |                                    |                      | Unité Africain / Mascara     |
| 7                                                                                | FCB Frenda             | -           | IRB Aïn El Hadjar         |                                    |                      | Hassaian / Tighennif         |
| 8                                                                                | WAB Tissemsilt         | -           | CRC Tiaret                |                                    |                      | Rahouia                      |
| Ligue de Constantine Avant Dernier tour régional(09/11/2018 à 14h 30)            |                        |             |                           |                                    |                      |                              |
| 1                                                                                | US Ouled Rahmoune Gare | 1 - 2       | USM Sétif                 |                                    |                      | Mila                         |
| 2                                                                                | USM Ain Beida          | 1 - 2 a.p   | US Chaouia                |                                    |                      | Ben Abdelmalek / Constantine |
| 3                                                                                | CRB Ain Fakroun        | 0 - 2       | MB Bazer Sakhra           |                                    |                      | Tadjenanet                   |
| 4                                                                                | SA Sétif               | 2 - 0       | ASC Ouled Zouaï           |                                    |                      | Chelghoum Laid               |
| 5                                                                                | CR Village Moussa      | 3 - 0       | IRB Ain Lahdjar           |                                    |                      | Ferdjioua                    |
| 6                                                                                | RC Bougaa              | 2 - 1       | WR Beida Bordj            |                                    |                      | 8 mai 45 / Sétif             |
| 7                                                                                | CB Mila                | 0 - 2       | AB Chelghoum Laïd         |                                    | le 10-11-2018        | Tadjenanet                   |
| 8                                                                                | ES Collo               | 1 - 2       | MO Constantine            |                                    | le 10-11-2018        | 20 Août 55/ Skikda           |
| 9                                                                                | JS Tizi N'Bechar       | 2 - 2 t.a.b | FC Bir El Arch            |                                    | le 10-11-2018        | Ain Arnet                    |
| 10                                                                               | JS Djijel              | 2 - 0       | HB Chelghoum Laïd         |                                    | le 10-11-2018        | Grarem                       |
| 11                                                                               | NRB Grarem             | 2 - 1       | CRB Kser El Abtal         |                                    | le 10-11-2018        | Tadjenanet                   |
| 12                                                                               | AS Khroub              | 2 - 0       | NRB Telaghma              |                                    | le 10-11-2018        | Hanchir Toumghani            |
| Ligue de Batna Avant Dernier tour régional (9 novembre à 14h 30)                 |                        |             |                           |                                    |                      |                              |
| 5                                                                                | MSP Batna              | 1 - 1 t.a.b | IRB Berhoum               |                                    |                      |                              |
| 7                                                                                | WR M'Sila              | 2 - 1       | NRB Boudjelbana           |                                    |                      |                              |
| 8                                                                                | AB Merouana            | 2 - 0       | ES Bouakeul               |                                    |                      |                              |
| 11                                                                               | MC M'Sila              | 5 - 1       | MR Ras El Miaad           |                                    |                      |                              |
| 1                                                                                | USM Khenchela          | 1 - 0       | CRB Ain Yagout            |                                    | le 10 novembre       |                              |
| 2                                                                                | CA Batna               | 2 - 0       | US Hammam Delaa           |                                    | le 10 novembre       |                              |
| 3                                                                                | CRB Kais               | 2 - 0       | US Biskra                 |                                    | le 10 novembre       |                              |
| 4                                                                                | A Bou Saada            | 2 - 1       | IRB Zouaia                |                                    | le 10 novembre       |                              |
| 12                                                                               | NRB Ouled Derradj      | 2 - 1       | AS Bordj Ghedir           |                                    | le 10 novembre       |                              |
| 6                                                                                | NC Magra               | 2 - 1       | CRB Ouled Djellal         |                                    | dimanche 11 novembre |                              |
| 9                                                                                | NRB Tazougaghet        | -           | Exempt                    |                                    |                      |                              |
| 10                                                                               | AJ Ain Touta           | -           | Exempt                    |                                    |                      |                              |
| Ligue de Annaba Avant Dernier tour régional (10 novembre 2018 à 14h 30)          |                        |             |                           |                                    |                      |                              |
| 1                                                                                | NRB Bouchegouf         | 1 - 0 a.p   | NRB El Kala               |                                    |                      |                              |
| 2                                                                                | ORB Boumahra Ahmed     | 5 - 2 a.p   | ES Guelma                 |                                    |                      |                              |
| 3                                                                                | IH Chellala            | 4 - 2       | NRB Tamlouka              |                                    |                      |                              |
| 4                                                                                | ES Besbes              | 1 - 0 a.p   | CRB Héliopolis            |                                    |                      |                              |
| 5                                                                                | HAMRA Annaba           | 0 - 0 t.a.b | AS Bordj Sabath           |                                    |                      |                              |
| 6                                                                                | Nasr Fedjoudj          | 1 - 0       | US Tebessa                |                                    |                      |                              |
| 7                                                                                | CRB Dréan              | 2 - 0       | CRM Ain Allem             |                                    |                      |                              |
| 8                                                                                | WM Tébessa             | 5 - 1       | MB Cheria                 |                                    |                      |                              |
| 9                                                                                | JSB Chebaita Mokhtar   | 1 - 1 t.a.b | IRB El Hadjar             |                                    |                      |                              |
| Ligue de Béchar Avant Dernier tour régional le samedi 10 novembre 2018           |                        |             |                           |                                    |                      |                              |
| 1                                                                                | MC El Bayadh           | 1 - 0       | CS Athar Ramadine Tindouf |                                    |                      | Taghit                       |
| 2                                                                                | JS Guir Abadla         | 4 - 3       | IRB Taghit                |                                    |                      | Béchar                       |
| 3                                                                                | SC Mecheria            | 3 - 0*      | USM Tindouf               |                                    |                      | USMT disqualifié             |
| 4                                                                                | CRB Adrar              | 0 - 0 t.a.b | IR Mecheria               |                                    |                      | Abadla                       |
| Ligue de Ouargla Avant Dernier tour régional (vendredi 9 novembre 2018 à 14h 30) |                        |             |                           |                                    |                      |                              |
| 1                                                                                | CR Beni Thour          | 5 - 0       | IRB Aflou                 |                                    |                      |                              |
| 2                                                                                | MB Rouissat            | 4 - 1       | US Souf                   |                                    |                      |                              |
| 3                                                                                | NRB Touggourt          | 4 - 0       | IRB N'Goussa              |                                    |                      |                              |
| 4                                                                                | Olympique Magrane      | 3 - 1 a.p   | TR Tagdidine              |                                    |                      |                              |
| 5                                                                                | IRB Laghouat           | 1 - 0       | IRB Berriane              |                                    |                      |                              |
| 6                                                                                | NT Souf                | 2 - 0       | IRB Robbah                |                                    | le 10 novembre 2018  |                              |
| 7                                                                                | AR Ouargla             | 1 - 0       | MB Hassi Messaoud         |                                    | le 10 novembre 2018  |                              |
| 8                                                                                | IRB Nezla              | 2 - 1       | Amel Sidi Mahdi           |                                    | le 10 novembre 2018  |                              |

## Dernier tour régional
Dernier tour régional
| #                                        | Club 1                 | Résultat            | Club 2               | Buteurs                                                          | Date               | Stade                                            |
| ---------------------------------------- | ---------------------- | ------------------- | -------------------- | ---------------------------------------------------------------- | ------------------ | ------------------------------------------------ |
| Ligue d'Alger le 23 novembre 2018        |                        |                     |                      |                                                                  |                    |                                                  |
| 1                                        | JSM Bejaia             | 1-0                 | JS Hai Djebel        | boughalem 26                                                     | 23 novembre 2018 . | stade said bourouba de Bouira                    |
| 2                                        | IB Lakhdaria           | 1-0                 | JSM Cheraga          |                                                                  |                    | stade Boumerdès                                  |
| 3                                        | OC Akbou               | 2-0                 | MB Bouira            |                                                                  |                    | stade Azazga                                     |
| 4                                        | USM El Harrach         | 0-0 t.a.b 6-5       | ESM Boudouaou        |                                                                  | 24-11-2018         | stade Boumerdès                                  |
| 5                                        | RC Kouba               | 3-3 t.a.b 4-2       | ERB Ouled Moussa     |                                                                  | 24-11-2018         | stade Reghaia                                    |
| 6                                        | USM Draa Ben Khedda    | 2-0                 | ASG Belvedere        |                                                                  | 24-11-2018         | stade Boudouaou                                  |
| 7                                        | AS Sûreté National     | 1-0                 | RC Seddouk           |                                                                  | 24-11-2018         | stade Bouira                                     |
| 8                                        | US Beni Douala         | -                   | ES Ben Aknoun        |                                                                  | 24-11-2018         |                                                  |
| Ligue de Blida le 24 novembre 2018       |                        |                     |                      |                                                                  |                    |                                                  |
| 1                                        | USM Blida              | 3-0                 | ESM Koléa            | Aliouat Feth Nour 10', Zerguine Youcef 38', Hadef Abdelmalik 77' |                    | stade Ahmer El Aïn                               |
| 2                                        | CRB Aïn Oussara        | 2-0                 | WA Boufarik          |                                                                  |                    | stade Beni Slimane                               |
| 3                                        | ORB Oued El Fadha      | 0 - 1 a p           | MCB Oued Sly         | khoudja 117                                                      | 24 novembre 2018   | stade chahid mohamed boumezrag de chlef .        |
| 4                                        | RA Ain Defla           | 2-1                 | IRB Boumedfaa        | djermouni 54 sp . hammamine 57 / boudehri 51 .                   | 24 novembre 2018   | stade chahid mohamed belkébir de Khemis Miliana  |
| 5                                        | MS Cherchell           | 1-0 a.p             | ASO Chlef            | abdou sid ali 115 .                                              | 23 novembre 2018 . | stade mohamed belkébir de Khemis Miliana         |
| Ligue d'Oran le 24 novembre 2018         |                        |                     |                      |                                                                  |                    |                                                  |
| 1                                        | ASM Oran               | 1-0                 | SCM Oran             | bentiba 82 .                                                     | 24 novembre 2018   | stade Ahmed Zabana, Oran .                       |
| 2                                        | CRB Hennaya            | 1 - 2 a p           | WA Tlemcen           | abidet 90+2 / messaoudi bilel 67 . 99                            | 24 novembre 2018   | stade akid lotfi de tlemcen .                    |
| 3                                        | ASB Maghnia            | 2-0                 | JS Bedrabine         | maroci 20 sp . taher abdellatif 72 .                             | 24 novembre 2018 . | stade des frères zerga, Tlemcen                  |
| 4                                        | US Remchi              | 2-1                 | CRB Sidi Ali         | sebbih ..sp .guebli 90+5 / .......                               | 24-11-2018         | stade Allal Toula, Oran                          |
| 5                                        | ICS Tlemcen            | 2-1                 | CRB Sfisef           |                                                                  |                    | stade S.B.A                                      |
| 6                                        | CRM Bouguirat          | 1-0                 | ES Mostaganem        | kebbous 64                                                       | 24 novembre 2018 . | stade lakhder bouferma de Sidi Lakhdar           |
| 7                                        | FCB Abdelmalek Ramdane | 2-1                 | RCB Oued R'hiou      | mohamed yahia 8 . hammou 84 sp / meguennine 68 .                 | 24 nov 2018 .      | stade Sidi Ali                                   |
| Ligue de Saida le 24 novembre 2018       |                        |                     |                      |                                                                  |                    |                                                  |
| 1                                        | GC Mascara             | 2-1 a.p             | MB Hassasna          | djiad 35 . harizi 116 / hatella 85 .                             | 24-11-2018         | stade ait abderrahim de Tiaret                   |
| 2                                        | SA Mohamadia           | 1-1 a p (tab 5- 4)  | IS Tighennif         | atek 89 / menni 60                                               | 24 novembre 2018 . | stade de l'unité africaine de Mascara            |
| 3                                        | JSM Tiaret             | 2-0                 | IRB Aïn El Hadjar    | amarouche 14 . matmatti 87 .                                     | 24 novembre 2018 . | stade hassaine lakhel de tighennif .             |
| 4                                        | ARB Ghriss             | 0 -0 ap (tab 4 - 3) | WAB Tissemsilt       | /                                                                | 25 novembre 2018   | stade Frenda                                     |
| Ligue de Batna le 23 novembre 2018       |                        |                     |                      |                                                                  |                    |                                                  |
| 1                                        | USM Khenchela          | 3-1                 | WR M'Sila            |                                                                  |                    | stade Ras El Ma                                  |
| 2                                        | CA Batna               | 1 -0                | AB Merouana          | idiou 81 .                                                       |                    | stade Barika                                     |
| 3                                        | CRB Kais               | 1-0                 | NRB Tazougaghet      |                                                                  |                    | stade Batna                                      |
| 4                                        | A Bou Saada            | 2-0 a.p             | AJ Ain Touta         | el guernazi 95 . toui l 100 .                                    | 24-11-2018         | stade Tolga                                      |
| 5                                        | MSP Batna              | 2-1                 | MC M'Sila            | ouanes 21 . aloui 65 . / gana 41 .                               | 24-11-2018         | stade Ras El Ayoun                               |
| 6                                        | NC Magra               | 2 - 1               | NRB Ouled Derradj    | laaraf 49 . demmane 84 / guendouz 93 s p .                       | 25 novembre 2018.  | stade 1er novembre 54 de ras el ayoune (batna) . |
| Ligue de Annaba le 24 novembre 2018      |                        |                     |                      |                                                                  |                    |                                                  |
| 1                                        | HAMR Annaba            | 2-0                 | NRB Boucheghouf      |                                                                  |                    | stade Boucheghouf                                |
| 2                                        | USM Annaba             | 4-1                 | Nasr Fedjoudj        | el ghoumari 25 . 41 sp . 60 . 81 .                               | 24-11-2018.        | stade benali beTacha de berrahel (annaba)        |
| 3                                        | ORB Boumahra Ahmed     | 4-0                 | CRB Dréan            |                                                                  |                    | stade Annaba                                     |
| 4                                        | IH Chellala            | 0-0 t.a.b 4-3       | WM Tébessa           |                                                                  |                    | stade Sedrata                                    |
| 5                                        | ES Besbes              | 0-0 t.a.b 4-3       | JSB Chebaita Mokhtar |                                                                  |                    | stade El Taref                                   |
| Ligue de Constantine le 23 novembre 2018 |                        |                     |                      |                                                                  |                    |                                                  |
| 1                                        | JSM Skikda             | 1-0                 | US Chaouia           |                                                                  |                    | stade Constantine                                |
| 2                                        | MC El Eulma            | 3-0                 | JS Djijel            |                                                                  |                    | stade Mila                                       |
| 3                                        | CR Village Moussa      | 4-1                 | JS Tizi N'Bechar     |                                                                  |                    | stade Khroub                                     |
| 4                                        | RC Bougaa              | 1-0                 | MO Constantine       |                                                                  |                    | stade Tadjenanet                                 |
| 5                                        | MB Bazer Sakhra        | 1-1 ap (t.a.b 4-3)  | AS Khroub            |                                                                  | 23-11-2018.        | stade Chelghoum Laid                             |
| 6                                        | USM Sétif              | 1-1 ap (tab 3-1)    | AB Chelghoum Laïd    | bouderbala 10 / el aterssa 50                                    | 24-11-2018         | stade communal de Hammam Sokhna                  |
| 7                                        | SA Sétif               | 5-0                 | NRB Grarem           | barrouche 45 sp . kerrad 74 . 84 . Debbous 77 . mellah 90 .      | 24-11-2018         | stade lahoui smail de Tadjenanet                 |
| Ligue de Ouargla le 23 novembre 2018     |                        |                     |                      |                                                                  |                    |                                                  |
| 1                                        | CR Beni Thour          | 3-1                 | AR Ouargla           |                                                                  |                    | stade Touggourt                                  |
| 2                                        | MB Rouissat            | 3-1                 | IRB Laghouat         |                                                                  |                    | stade Laghouat                                   |
| 3                                        | Olympique Magrane      | 2-1                 | NRB Touggourt        |                                                                  |                    | stade El Oued                                    |
| 4                                        | NT Souf                | 2-1                 | IRB Nezla            |                                                                  | 24-11-2018         | stade Touggourt                                  |
| Ligue de Bechar le 23 novembre 2018      |                        |                     |                      |                                                                  |                    |                                                  |
| 1                                        | MC El Bayadh           | 1-0                 | SC Mecheria          |                                                                  |                    | stade Labiodh Sidi Cheikh                        |
| 2                                        | JS Guir Abadla         | 2-2 t.a.b 4-3       | CRB Adrar            |                                                                  | 24-11-2018         | stade Kerzaz                                     |

## Trente-deuxièmes de finale
Source : Tirage au sort des matches 1/32èmes et des 1/16èmes de finales  sur le site de la LFP.
| 17 décembre 2018 | Amel Bou Saâda (D2)    | 2 - 1   | ORB Boumahra (D5) |                                                                                                |                                                                                                |
| 14ː00            | Habchi 49e · Oukil 78e | (0 - 0) | 78e Hichour       | Stade Mokhtar-Abdellatif de Bou Saâda Spectateurs : faible Arbitrage : Ait Ameur, Malik, Kadem | Stade Mokhtar-Abdellatif de Bou Saâda Spectateurs : faible Arbitrage : Ait Ameur, Malik, Kadem |

| 17 décembre 2018 | IH Chellala (D5) | 1 - 3   | USM Khenchela (D3)                               |                                                                                            |                                                                                            |
| 14ː00            | Bouremoum 44e    | (1 - 1) | 3e Toufik Zermani · 68e Akram Abrouk · 73e Matib | Stade Souidani-Boudjemaa de Guelma Spectateurs : moyenne Arbitrage : Bounoua, Hemani, Horr | Stade Souidani-Boudjemaa de Guelma Spectateurs : moyenne Arbitrage : Bounoua, Hemani, Horr |

| 17 décembre 2018 | HAMRA Annaba (D4) | 0 - 2   | CR Village Moussa (D3)        |                                                                                                |                                                                                                |
| 14ː00            |                   | (0 - 1) | 20e Slimatni · 58e Benchouaib | Stade Abdelkader-Chabou d'Annaba Spectateurs : Moyenne Arbitrage : Mesbahi,( Zemit /, Bouzid ) | Stade Abdelkader-Chabou d'Annaba Spectateurs : Moyenne Arbitrage : Mesbahi,( Zemit /, Bouzid ) |

| 17 décembre 2018 | MC El Bayadh (D5) | 1 - 1 ap 1 - 4 t. a. b. | AS Ain M'lila (D1)   | | |
| 14h00            | Ghendouzi 75e     | (0 - 0, 1 - 1)          | 68e Ibrahim Si Ammar | Stade Zakaria El Madjdoub (Bayadh) Spectateurs : nombreuse Arbitrage : Bendjihane, Benali, Bensenoussi | Stade Zakaria El Madjdoub (Bayadh) Spectateurs : nombreuse Arbitrage : Bendjihane, Benali, Bensenoussi |
| 14h00            | Tirs au but 1 - 4 |                         |                      | Stade Zakaria El Madjdoub (Bayadh) Spectateurs : nombreuse Arbitrage : Bendjihane, Benali, Bensenoussi | Stade Zakaria El Madjdoub (Bayadh) Spectateurs : nombreuse Arbitrage : Bendjihane, Benali, Bensenoussi |

| 17 décembre 2018 | JS Guir Abadla (D5) | 0 - 2   | USM El Harrach (D2)              |                                                                                    |                                                                                    |
| 14ː00            |                     | (0 - 1) | 28e (pen.) Aoued · 81e Boumechra | Stade communal (Abadla) Spectateurs : faible Arbitrage : Benchehida, Saber, Oudene | Stade communal (Abadla) Spectateurs : faible Arbitrage : Benchehida, Saber, Oudene |

| 17 décembre 2018 | MB Rouissat (D4)                                                          | 1 - 1 ap 3 - 2 t. a. b. | JSM Tiaret (D3) | | |
| 14h00            | 71e Farsi                                                                 | (0 - 0)                 | Mouley 54e      | Stade 18 février (Ouargla) Spectateurs : Nombreuse Arbitrage : Baatouche, ( Atrousse, / Bab Hamou ) | Stade 18 février (Ouargla) Spectateurs : Nombreuse Arbitrage : Baatouche, ( Atrousse, / Bab Hamou ) |
| 14h00            | el hadef ( version ouest ) numero 4450 du mardi 18 decembre 2018 page 21. |                         |                 | Stade 18 février (Ouargla) Spectateurs : Nombreuse Arbitrage : Baatouche, ( Atrousse, / Bab Hamou ) | Stade 18 février (Ouargla) Spectateurs : Nombreuse Arbitrage : Baatouche, ( Atrousse, / Bab Hamou ) |
| 14h00            | Tirs au but 3 - 2                                                         |                         |                 | Stade 18 février (Ouargla) Spectateurs : Nombreuse Arbitrage : Baatouche, ( Atrousse, / Bab Hamou ) | Stade 18 février (Ouargla) Spectateurs : Nombreuse Arbitrage : Baatouche, ( Atrousse, / Bab Hamou ) |

| 17 décembre 2018 | SA Sétif (D4)     | 0 - 0 ap 2 - 3 t. a. b. | CRB Kais (D3) |                                                                              |                                                                              |
| 14h00            |                   | (0 - 0)                 |               | Stade 8 Mai 1945 Spectateurs : moyenne Arbitrage : Benzahra, Hassid, Tchambi | Stade 8 Mai 1945 Spectateurs : moyenne Arbitrage : Benzahra, Hassid, Tchambi |
| 14h00            | Tirs au but 2 - 3 |                         |               | Stade 8 Mai 1945 Spectateurs : moyenne Arbitrage : Benzahra, Hassid, Tchambi | Stade 8 Mai 1945 Spectateurs : moyenne Arbitrage : Benzahra, Hassid, Tchambi |

| 17 décembre 2018 | MB Bazer Sakhra (D6)          | 2 - 2 5 - 3 t. a. b. | CR Beni Thour (D3)     |                                                                                              |                                                                                              |
| 16ː00            | Mesbah 45e · Abbes 69e (pen.) | (0 - 2)              | 15e Zaoui · 25e Tarraf | Messaoud Zouguar (El Eulma) Spectateurs : Moyenne Arbitrage : Kabeb كباب, Touati, Daass دعاس | Messaoud Zouguar (El Eulma) Spectateurs : Moyenne Arbitrage : Kabeb كباب, Touati, Daass دعاس |
| 16ː00            | Tirs au but 5 - 3             |                      |                        | Messaoud Zouguar (El Eulma) Spectateurs : Moyenne Arbitrage : Kabeb كباب, Touati, Daass دعاس | Messaoud Zouguar (El Eulma) Spectateurs : Moyenne Arbitrage : Kabeb كباب, Touati, Daass دعاس |

| 17 décembre 2018 | JSM Béjaïa (D2)                   | 2 - 1   | JSM Skikda (D2) | | |
| 17ː00            | Beniaiche 36e (pen.) · Khezri 42e | (2 - 0) | 82e Gasmi       | Stade de l'Unité maghrébine de Béjaïa Spectateurs : faible Arbitrage : Besseri, Laribi, Ould Benslim | Stade de l'Unité maghrébine de Béjaïa Spectateurs : faible Arbitrage : Besseri, Laribi, Ould Benslim |

| 18 décembre 2018 | GC Mascara (D3)                                            | 0 - 1   | CAB Bou Arreridj (D1) | | |
| 14ː00            |                                                            | (0 - 0) | meftahi 90 .          | stade communal lahcen bendoukha de froha .( w de mascara ) Spectateurs : 2 000 spectateurs Arbitrage : bouslimani ( rachedi / belbachir ) | stade communal lahcen bendoukha de froha .( w de mascara ) Spectateurs : 2 000 spectateurs Arbitrage : bouslimani ( rachedi / belbachir ) |
| 14ː00            | el hadef numéro 4451 du mercredi 19 décembre 2018 page 19. |         |                       | stade communal lahcen bendoukha de froha .( w de mascara ) Spectateurs : 2 000 spectateurs Arbitrage : bouslimani ( rachedi / belbachir ) | stade communal lahcen bendoukha de froha .( w de mascara ) Spectateurs : 2 000 spectateurs Arbitrage : bouslimani ( rachedi / belbachir ) |

| 18 décembre 2018 | SA Mohammadia (D3)                                         | 2 - 1   | USM Sétif (D4) | | |
| 14ː00            | benhamou 79 s pen . 88                                     | (0 - 1) | khaled 30      | stade municipal ouali mohamed de mohammadia . Spectateurs : moyenne Arbitrage : ait ameur ( tazrout / hanni ) | stade municipal ouali mohamed de mohammadia . Spectateurs : moyenne Arbitrage : ait ameur ( tazrout / hanni ) |
| 14ː00            | el hadef numéro 4451 du mercredi 19 décembre 2018 page 20. |         |                | stade municipal ouali mohamed de mohammadia . Spectateurs : moyenne Arbitrage : ait ameur ( tazrout / hanni ) | stade municipal ouali mohamed de mohammadia . Spectateurs : moyenne Arbitrage : ait ameur ( tazrout / hanni ) |

| 18 décembre 2018 | US Béni Douala (D3)                                        | 2 - 1   | ICS Tlemcen (D4) | | |
| 14ː00            | ousmail 17. benallel 29                                    | (2 - 1) | regai y 7        | stade opow 1er novembre de tizi ouzou Spectateurs : moyenne Arbitrage : milia ( boudebouz / kihoul ) | stade opow 1er novembre de tizi ouzou Spectateurs : moyenne Arbitrage : milia ( boudebouz / kihoul ) |
| 14ː00            | el hadef numero 4451 du mercredi 19 décembre 2018 page 20. |         |                  | stade opow 1er novembre de tizi ouzou Spectateurs : moyenne Arbitrage : milia ( boudebouz / kihoul ) | stade opow 1er novembre de tizi ouzou Spectateurs : moyenne Arbitrage : milia ( boudebouz / kihoul ) |

| 18 décembre 2018 | CA Batna (D3)                                                             | 1 - 0   | ESB Besbes (D4) | | |
| 14ː00            | zeghli 77.                                                                | (0 - 0) |                 | stade municipal sefouhi de batna . Spectateurs : nombreuse ( 5 000 spectateurs ; capacité du stade ) ) Arbitrage : stambouli ( chelli / chakraoui ) . | stade municipal sefouhi de batna . Spectateurs : nombreuse ( 5 000 spectateurs ; capacité du stade ) ) Arbitrage : stambouli ( chelli / chakraoui ) . |
| 14ː00            | el hadef ( version est ) numero4451 du mercredi 19 décembre 2018 page 20. |         |                 | stade municipal sefouhi de batna . Spectateurs : nombreuse ( 5 000 spectateurs ; capacité du stade ) ) Arbitrage : stambouli ( chelli / chakraoui ) . | stade municipal sefouhi de batna . Spectateurs : nombreuse ( 5 000 spectateurs ; capacité du stade ) ) Arbitrage : stambouli ( chelli / chakraoui ) . |

| Entraîneur :      |
| Mohamed Henkouche |

| Entraîneur :    |
| Francisco Chaló |

| Entraîneur :      |
| Mohamed Henkouche |

| Entraîneur :    |
| Francisco Chaló |

| Entraîneur : |
| Arrar        |

| Entraîneur : |
| Dumas        |

| Entraîneur : |
| Arrar        |

| Entraîneur : |
| Dumas        |

| 18 décembre 2018 | MCB Oued Sly (D3)                                          | 1 - 3   | USM Annaba (D2)              | | |
| 15ː00            | abed 46                                                    | (0 - 1) | ziani 15 90 . el ghomari 81. | mohamed boumezrag de chlef . Spectateurs : faible Arbitrage : farouk miel ( salouadji / cheb allah ) | mohamed boumezrag de chlef . Spectateurs : faible Arbitrage : farouk miel ( salouadji / cheb allah ) |
| 15ː00            | el hadef numero 4451 du mercredi 19 decembre 2018 page 20. |         |                              | mohamed boumezrag de chlef . Spectateurs : faible Arbitrage : farouk miel ( salouadji / cheb allah ) | mohamed boumezrag de chlef . Spectateurs : faible Arbitrage : farouk miel ( salouadji / cheb allah ) |

| 18 décembre 2018 | MC Oran (D1)                   | 3 - 2   | ASB Maghnia (D3) |                                                                             |                                                                             |
| 15ː00            | Boudebouda 17e 45e · Toumi 44e | (3 - 1) | 37e 62e Saidi    | Ahmed Zabana Oran Spectateurs : faible Arbitrage : Boucetta, Asklou, Flidja | Ahmed Zabana Oran Spectateurs : faible Arbitrage : Boucetta, Asklou, Flidja |

| 18 décembre 2018 | WA Tlemcen (D2)                                                              | 1 - 0   | USM Draa Ben Khedda (D5) |                                                                                                  |                                                                                                  |
| 16ː00            | lahbiri 14.                                                                  | (1 - 0) |                          | stade colonel lotfi de tlemcen. Spectateurs : faible . Arbitrage : meziani ( temrabtine / louz ) | stade colonel lotfi de tlemcen. Spectateurs : faible . Arbitrage : meziani ( temrabtine / louz ) |
| 16ː00            | el hadef ( version ouest ) numéro 4451 du mercredi 19 décembre 2018 page 16. |         |                          | stade colonel lotfi de tlemcen. Spectateurs : faible . Arbitrage : meziani ( temrabtine / louz ) | stade colonel lotfi de tlemcen. Spectateurs : faible . Arbitrage : meziani ( temrabtine / louz ) |

| 18 décembre 2018 | DRB Tadjenanet (D1)                                                        | 0 - 2   | CR Belouizdad (D1)      | | |
| 17ː00            |                                                                            | (0 - 1) | Balegh 28e · Bechou 53e | stade municipal smail lahoui de Tadjenant Spectateurs : moyenne Arbitrage : Saidi, ( Hadji Said / Meraoui ) | stade municipal smail lahoui de Tadjenant Spectateurs : moyenne Arbitrage : Saidi, ( Hadji Said / Meraoui ) |
| 17ː00            | el hadef numero 4451 ( version est ) du mercredi 19 décembre 2018 page 8 . |         |                         | stade municipal smail lahoui de Tadjenant Spectateurs : moyenne Arbitrage : Saidi, ( Hadji Said / Meraoui ) | stade municipal smail lahoui de Tadjenant Spectateurs : moyenne Arbitrage : Saidi, ( Hadji Said / Meraoui ) |

| 18 décembre 2018 | USM Alger (D1)             | 2 - 0   | ASM Oran (D2) |                                                                       |                                                                       |
| 18ː00            | Benyahia 25e · Benguit 89e | (1 - 0) |               | Omar Hamadi Spectateurs : moyenne Arbitrage : Arab, Benacer, Hamlaoui | Omar Hamadi Spectateurs : moyenne Arbitrage : Arab, Benacer, Hamlaoui |

| 18 décembre 2018 | MO Béjaïa (D1)                                                             | 2 - 0   | O Magran (D4) | | |
| 18ː00            | Boukhanchouche 43e (pen.) · Soltani 90e                                    | (1 - 0) |               | stade de l'union maghrébin de Béjaia Spectateurs : moyenne Arbitrage : Maaskri, ( Hadji ahmed / , Zerrouk ) | stade de l'union maghrébin de Béjaia Spectateurs : moyenne Arbitrage : Maaskri, ( Hadji ahmed / , Zerrouk ) |
| 18ː00            | el hadef ( version est ) numéro 4451 du mercredi 19 décembre 2018 page 10. |         |               | stade de l'union maghrébin de Béjaia Spectateurs : moyenne Arbitrage : Maaskri, ( Hadji ahmed / , Zerrouk ) | stade de l'union maghrébin de Béjaia Spectateurs : moyenne Arbitrage : Maaskri, ( Hadji ahmed / , Zerrouk ) |

| 19 décembre 2018 | MSP Batna (D4)                                                          | 1 - 1 ap 1 - 4 t. a. b. | CR Bouguirat (D4) | | |
| 14ː00            | hadj aissa 40                                                           | (1 - 0)                 | kaboul 62         | stade opow 1er novembre de batna . Spectateurs : nombreuse Arbitrage : azzaz ( bouakel / ghazali ) . | stade opow 1er novembre de batna . Spectateurs : nombreuse Arbitrage : azzaz ( bouakel / ghazali ) . |
| 14ː00            | el hadef ( version est ) numéro 4452 du jeudi 20 décembre 2018 page 21. |                         |                   | stade opow 1er novembre de batna . Spectateurs : nombreuse Arbitrage : azzaz ( bouakel / ghazali ) . | stade opow 1er novembre de batna . Spectateurs : nombreuse Arbitrage : azzaz ( bouakel / ghazali ) . |
| 14ː00            | Tirs au but 1 - 4                                                       |                         |                   | stade opow 1er novembre de batna . Spectateurs : nombreuse Arbitrage : azzaz ( bouakel / ghazali ) . | stade opow 1er novembre de batna . Spectateurs : nombreuse Arbitrage : azzaz ( bouakel / ghazali ) . |

| 19 décembre 2018 | US Remchi (D3)                                                          | 1 - 0   | MC El Eulma (D2) | | |
| 14ː00            | ben nasser 72.                                                          | (0 - 0) |                  | stade 18 février de remchi .( w de tlemcen ) Spectateurs : moyenne Arbitrage : brahim ( badeche / boulegrinet ) . | stade 18 février de remchi .( w de tlemcen ) Spectateurs : moyenne Arbitrage : brahim ( badeche / boulegrinet ) . |
| 14ː00            | el hadef ( version est ) numéro 4452 du jeudi 20 décembre 2018 page 17. |         |                  | stade 18 février de remchi .( w de tlemcen ) Spectateurs : moyenne Arbitrage : brahim ( badeche / boulegrinet ) . | stade 18 février de remchi .( w de tlemcen ) Spectateurs : moyenne Arbitrage : brahim ( badeche / boulegrinet ) . |

| 19 décembre 2018 | RA Ain Defla (D4)                                                           | 1 - 0   | NT Souf (D3) | | |
| 14ː00            | yousfi 45.                                                                  | (1 - 0) |              | Stade Abdelkader Khellal de ain defla . Spectateurs : nombreuse . Arbitrage : bouteraa ( hallel / halem ) . | Stade Abdelkader Khellal de ain defla . Spectateurs : nombreuse . Arbitrage : bouteraa ( hallel / halem ) . |
| 14ː00            | el hadef ( version centre ) numéro 4452 du jeudi 20 décembre 2018 page 21 . |         |              | Stade Abdelkader Khellal de ain defla . Spectateurs : nombreuse . Arbitrage : bouteraa ( hallel / halem ) . | Stade Abdelkader Khellal de ain defla . Spectateurs : nombreuse . Arbitrage : bouteraa ( hallel / halem ) . |

| 19 décembre 2018 | NC Magra (D2)                                                           | 1 - 0   | FC Ben Abdelmalek Ramdane (D5) | | |
| 14ː00            | boulanceur 60.                                                          | (0 - 0) |                                | stade des frères bouchelik de magra . Spectateurs : nombreuse . Diffuseur : al djazairia al thalitha ( tv a3 ). Arbitrage : ghafri ( bahloul / habiri ). | stade des frères bouchelik de magra . Spectateurs : nombreuse . Diffuseur : al djazairia al thalitha ( tv a3 ). Arbitrage : ghafri ( bahloul / habiri ). |
| 14ː00            | el hadef ( version est ) numéro 4452 du jeudi 20 décembre 2018 page 19. |         |                                | stade des frères bouchelik de magra . Spectateurs : nombreuse . Diffuseur : al djazairia al thalitha ( tv a3 ). Arbitrage : ghafri ( bahloul / habiri ). | stade des frères bouchelik de magra . Spectateurs : nombreuse . Diffuseur : al djazairia al thalitha ( tv a3 ). Arbitrage : ghafri ( bahloul / habiri ). |

| 19 décembre 2018 | ES Sétif (D1)                                                           | 1 - 0   | O Médéa (D1) | | |
| 18ː00            | banouh 10 .                                                             | (1 - 0) |              | stade opow 8 mai 1945 de sétif . Spectateurs : moyenne . Arbitrage : boukaouassa ( abane / slimani ) . | stade opow 8 mai 1945 de sétif . Spectateurs : moyenne . Arbitrage : boukaouassa ( abane / slimani ) . |
| 18ː00            | el hadef ( version est ) numéro 4452 du jeudi 20 décembre 2018 page 4 . |         |              | stade opow 8 mai 1945 de sétif . Spectateurs : moyenne . Arbitrage : boukaouassa ( abane / slimani ) . | stade opow 8 mai 1945 de sétif . Spectateurs : moyenne . Arbitrage : boukaouassa ( abane / slimani ) . |

| 20 décembre 2018 | RC Kouba (D2)                                                                 | 0 - 3   | MC Alger (D1)                    | | |
| 17ː00            |                                                                               | (0 - 2) | mibarakou 16 . souibaa 28 . 46 . | stade olympique du 5 juillet alger . Spectateurs : moyenne ( 15 000 spectateurs ) Arbitrage : ghorbal ( gourari / ayad ) | stade olympique du 5 juillet alger . Spectateurs : moyenne ( 15 000 spectateurs ) Arbitrage : ghorbal ( gourari / ayad ) |
| 17ː00            | el hadef ( version centre ) numéro 4453 du vendredi 21 décembre 2018 page 10. |         |                                  | stade olympique du 5 juillet alger . Spectateurs : moyenne ( 15 000 spectateurs ) Arbitrage : ghorbal ( gourari / ayad ) | stade olympique du 5 juillet alger . Spectateurs : moyenne ( 15 000 spectateurs ) Arbitrage : ghorbal ( gourari / ayad ) |

| 21 décembre 2018 | ASS Nationale (D6)                                                           | 1 - 2ap  | CRB Aïn Oussara (D3)                  | | |
| 15ː00            | betrouni 15 .                                                                | (1 -0 .) | badis mokhtari 75 . aoued 120 s pen . | stade omar hamadi de bologhine alger . Spectateurs : faible . Arbitrage : antar ( oukil / zeggai ) . | stade omar hamadi de bologhine alger . Spectateurs : faible . Arbitrage : antar ( oukil / zeggai ) . |
| 15ː00            | el hadef ( version centre ) numéro 4454 du samedi 22 décembre 2018 page 20 . |          |                                       | stade omar hamadi de bologhine alger . Spectateurs : faible . Arbitrage : antar ( oukil / zeggai ) . | stade omar hamadi de bologhine alger . Spectateurs : faible . Arbitrage : antar ( oukil / zeggai ) . |

| 27 décembre 2018 | Olympique Akbou (D7)                                                           | 0 - 2   | NA Hussein Dey (D1)       | | |
| 14ː00            |                                                                                | (0 - 0) | lakdjaa 61 . chouiter 89. | stade de l'union maghrébin de Béjaïa. Spectateurs : moyenne . Arbitrage : gamouh ( benchabia / mokrane ) . | stade de l'union maghrébin de Béjaïa. Spectateurs : moyenne . Arbitrage : gamouh ( benchabia / mokrane ) . |
| 14ː00            | el hadef ( version centre ) numéro 4460 du vendredi 28 décembre 2018 page 13 . |         |                           | stade de l'union maghrébin de Béjaïa. Spectateurs : moyenne . Arbitrage : gamouh ( benchabia / mokrane ) . | stade de l'union maghrébin de Béjaïa. Spectateurs : moyenne . Arbitrage : gamouh ( benchabia / mokrane ) . |

| 27 décembre 2018 | IB Lakhdaria (D3)                                                              | 0 - 0 ap . 4 - 3 . t. a. b. | JS Saoura (D1) | | |
| 14ː00            |                                                                                | (0 - 0)                     |                | stade communal mansour khoudja de lakhdaria . Spectateurs : nombreuse ( capacité 3 000 spectateurs ) . Arbitrage : benbrahim ( yahi / boufessa ) . | stade communal mansour khoudja de lakhdaria . Spectateurs : nombreuse ( capacité 3 000 spectateurs ) . Arbitrage : benbrahim ( yahi / boufessa ) . |
| 14ː00            | el hadef ( version centre ) numéro 4460 du vendredi 28 décembre 2018 page 12 . |                             |                | stade communal mansour khoudja de lakhdaria . Spectateurs : nombreuse ( capacité 3 000 spectateurs ) . Arbitrage : benbrahim ( yahi / boufessa ) . | stade communal mansour khoudja de lakhdaria . Spectateurs : nombreuse ( capacité 3 000 spectateurs ) . Arbitrage : benbrahim ( yahi / boufessa ) . |
| 14ː00            | Tirs au but 4 - 3 .                                                            |                             |                | stade communal mansour khoudja de lakhdaria . Spectateurs : nombreuse ( capacité 3 000 spectateurs ) . Arbitrage : benbrahim ( yahi / boufessa ) . | stade communal mansour khoudja de lakhdaria . Spectateurs : nombreuse ( capacité 3 000 spectateurs ) . Arbitrage : benbrahim ( yahi / boufessa ) . |

| 27 décembre 2018 | USM Bel Abbès (D1)                                                            | 2 - 0   | MS Cherchell (D5) | | |
| 17ː00            | massmoudi 10 . thabti 90.                                                     | (1 - 0) |                   | stade opow 24 février de sidi bel abbés . Spectateurs : faible . Arbitrage : benyahia ( guechi / djaffi ) . | stade opow 24 février de sidi bel abbés . Spectateurs : faible . Arbitrage : benyahia ( guechi / djaffi ) . |
| 17ː00            | el hadef ( version centre ) numéro 4460 du vendredi 28 décembre 2018 page 16. |         |                   | stade opow 24 février de sidi bel abbés . Spectateurs : faible . Arbitrage : benyahia ( guechi / djaffi ) . | stade opow 24 février de sidi bel abbés . Spectateurs : faible . Arbitrage : benyahia ( guechi / djaffi ) . |

| 27 décembre 2018 | CS Constantine (D1)                                                           | 3 - 1   | RC Bougaa (D5)  | | |
| 17ː00            | belkheir 28. belkacemi 65 . abid 77.                                          | (1 - 0) | benzit 55 s pen | stade opow chahid hamlaoui de constantine . Spectateurs : moyenne . Arbitrage : ibrir ( chellali / mensser ) . | stade opow chahid hamlaoui de constantine . Spectateurs : moyenne . Arbitrage : ibrir ( chellali / mensser ) . |
| 17ː00            | el hadef ( version centre ) numéro 4460 du vendredi 28 décembre 2018 page 15. |         |                 | stade opow chahid hamlaoui de constantine . Spectateurs : moyenne . Arbitrage : ibrir ( chellali / mensser ) . | stade opow chahid hamlaoui de constantine . Spectateurs : moyenne . Arbitrage : ibrir ( chellali / mensser ) . |

## Seizièmes de finale
Source : Tirage au sort des matches 1/32èmes et des 1/16èmes de finales sur le site de la LFP.
| 28 décembre 2018 | CRM Bouguirat (D4)                                                        | 1 - 1 ap    | CRB Kais (D3) | | |
| 14ː30            | kabous 5 .                                                                | (1 - 1)     | meradji 7 .   | stade communal de bouguirat . Spectateurs : nombreuse Arbitrage : maatouk ( osmane / cherif zaatari ) . | stade communal de bouguirat . Spectateurs : nombreuse Arbitrage : maatouk ( osmane / cherif zaatari ) . |
| 14ː30            | el hadef ( version est ) numéro 4461 du samedi 29 décembre 2018 page 20 . |             |               | stade communal de bouguirat . Spectateurs : nombreuse Arbitrage : maatouk ( osmane / cherif zaatari ) . | stade communal de bouguirat . Spectateurs : nombreuse Arbitrage : maatouk ( osmane / cherif zaatari ) . |
| 14ː30            | 4                                                                         | Tirs au but | 2             | stade communal de bouguirat . Spectateurs : nombreuse Arbitrage : maatouk ( osmane / cherif zaatari ) . | stade communal de bouguirat . Spectateurs : nombreuse Arbitrage : maatouk ( osmane / cherif zaatari ) . |

| 28 décembre 2018 | CA Bordj Bou Arreridj (D1)                                               | 0 - 0 ap 6 - 5 t. a. b. | WA Tlemcen (D2)                                                                              | | |
| 16ː00            |                                                                          | (0 - 0)                 |                                                                                              | stade opow du 20 aout 55 de bordj bou arréridj . Spectateurs : nombreuse . Arbitrage : miél ( slaoudji / cheballa ) . | stade opow du 20 aout 55 de bordj bou arréridj . Spectateurs : nombreuse . Arbitrage : miél ( slaoudji / cheballa ) . |
| 16ː00            | el hadef ( version est ) numéro 4461 du samedi 29 décembre 2018 page 7 . |                         |                                                                                              | stade opow du 20 aout 55 de bordj bou arréridj . Spectateurs : nombreuse . Arbitrage : miél ( slaoudji / cheballa ) . | stade opow du 20 aout 55 de bordj bou arréridj . Spectateurs : nombreuse . Arbitrage : miél ( slaoudji / cheballa ) . |
| 16ː00            | ziad (rate )-gharbi -zerara -bouhekak - mellal - athmani - amrane .      | Tirs au but 6 - 5       | belhadj - bencherifa - asli - bougueche -lahbiri ( rate ) -bourahla - messaoudi y ( rate ) . | stade opow du 20 aout 55 de bordj bou arréridj . Spectateurs : nombreuse . Arbitrage : miél ( slaoudji / cheballa ) . | stade opow du 20 aout 55 de bordj bou arréridj . Spectateurs : nombreuse . Arbitrage : miél ( slaoudji / cheballa ) . |

| 28 décembre 2018 | SA Mohammadia (D3)                                         | 1 - 0   | ARB Ghriss (D4) | | |
| 14ː30            | benhamou 57 .                                              | (0 - 0) |                 | stade ouali mohamed de mohammadia ( w de mascara ) . Spectateurs : nombreuse . Arbitrage : boukouassa lotfi ( bounoua / rimouche ) . | stade ouali mohamed de mohammadia ( w de mascara ) . Spectateurs : nombreuse . Arbitrage : boukouassa lotfi ( bounoua / rimouche ) . |
| 14ː30            | le buteur numéro 4309 du samedi 29 décembre 2018 page 19 . |         |                 | stade ouali mohamed de mohammadia ( w de mascara ) . Spectateurs : nombreuse . Arbitrage : boukouassa lotfi ( bounoua / rimouche ) . | stade ouali mohamed de mohammadia ( w de mascara ) . Spectateurs : nombreuse . Arbitrage : boukouassa lotfi ( bounoua / rimouche ) . |

| 28 décembre 2018 | USM Annaba (D2)                                                           | 3 - 0   | MB Bazer Sakhra (D6) | | |
| 14ː30            | rebai 3 .el ghoumari 51 s pen . herraz 90 .                               | (1 - 0) |                      | stade 19 mai 56 de annaba . Spectateurs : nombreuse . Arbitrage : aouina said ( kechida / aouina ) | stade 19 mai 56 de annaba . Spectateurs : nombreuse . Arbitrage : aouina said ( kechida / aouina ) |
| 14ː30            | el hadef ( version est ) numéro 4461 du samedi 29 décembre 2018 page 18 . |         |                      | stade 19 mai 56 de annaba . Spectateurs : nombreuse . Arbitrage : aouina said ( kechida / aouina ) | stade 19 mai 56 de annaba . Spectateurs : nombreuse . Arbitrage : aouina said ( kechida / aouina ) |

| 28 décembre 2018 | RA Ain Defla (D4)                                                            | 1 - 2   | MC Oran (D1)           | | |
| 14ː30            |                                                                              | (0 - 2) | toumi 5 . bedbouda 14. | stade chahid khallel abdelkader de ain defla Spectateurs : nombreuse . Arbitrage : bahloul ( saadi / guessoum ) | stade chahid khallel abdelkader de ain defla Spectateurs : nombreuse . Arbitrage : bahloul ( saadi / guessoum ) |
| 14ː30            | el hadef ( version centre ) numéro 4461 du samedi 29 décembre 2018 page 18 . |         |                        | stade chahid khallel abdelkader de ain defla Spectateurs : nombreuse . Arbitrage : bahloul ( saadi / guessoum ) | stade chahid khallel abdelkader de ain defla Spectateurs : nombreuse . Arbitrage : bahloul ( saadi / guessoum ) |

| 28 décembre 2018 | AS Ain M'lila (D1)                                                          | 1 - 2 ap | JSM Béjaïa (D2)        | | |
| 14ː30            | si ammar 76                                                                 | (0 - 1)  | khezri 29 . allali 97. | stade opow 1er novembre de batna . Spectateurs : moyenne Arbitrage : boukouassa ( abane / slimani ) . | stade opow 1er novembre de batna . Spectateurs : moyenne Arbitrage : boukouassa ( abane / slimani ) . |
| 14ː30            | el hadef ( version centre ) numéro 4461 du samedi 29 décembre 2018 page 17. |          |                        | stade opow 1er novembre de batna . Spectateurs : moyenne Arbitrage : boukouassa ( abane / slimani ) . | stade opow 1er novembre de batna . Spectateurs : moyenne Arbitrage : boukouassa ( abane / slimani ) . |

| 29 décembre 2018 | US Remchi (D3)                                                                 | 0 - 3   | NC Magra (D2)                        |                                                                                                  |                                                                                                  |
| 14ː00            |                                                                                | (0 - 1) | nezouani 44 . demane 57 . fegaas 82. | stade 18 février de remchi . Spectateurs : nombreuse Arbitrage : ait omar ( kadem / semssoum ) . | stade 18 février de remchi . Spectateurs : nombreuse Arbitrage : ait omar ( kadem / semssoum ) . |
| 14ː00            | el haddef ( version ouest ) numéro 4462 du dimanche 30 décembre 2018 page 20 . |         |                                      | stade 18 février de remchi . Spectateurs : nombreuse Arbitrage : ait omar ( kadem / semssoum ) . | stade 18 février de remchi . Spectateurs : nombreuse Arbitrage : ait omar ( kadem / semssoum ) . |

| 29 décembre 2018 | USM El Harrach (D2)                                                            | 1 - 0 ap | MO Béjaïa (D1) | | |
| 14ː00            | ben abderrahmane 109 .                                                         | (0 - 0)  |                | stade 1er novembre de mohammadia ( alger) . Spectateurs : nombreuse . Arbitrage : ghorbel ( ayad / zerhouni ) . | stade 1er novembre de mohammadia ( alger) . Spectateurs : nombreuse . Arbitrage : ghorbel ( ayad / zerhouni ) . |
| 14ː00            | el haddef ( version centre ) numéro 4462 du dimanche 30 décembre 2018 page 11. |          |                | stade 1er novembre de mohammadia ( alger) . Spectateurs : nombreuse . Arbitrage : ghorbel ( ayad / zerhouni ) . | stade 1er novembre de mohammadia ( alger) . Spectateurs : nombreuse . Arbitrage : ghorbel ( ayad / zerhouni ) . |

| 29 décembre 2018 | CA Batna (D3)                                                               | 0 - 1   | CR Belouizdad (D1)    | | |
| 14ː00            |                                                                             | (0 - 0) | bouchar soufiane 74 . | stade seffouhi mustapha de batna . Spectateurs : nombreuse . Arbitrage : boukhalfa ( halem / serradj ) . | stade seffouhi mustapha de batna . Spectateurs : nombreuse . Arbitrage : boukhalfa ( halem / serradj ) . |
| 14ː00            | el haddef ( version est ) numéro 4462 du dimanche 30 décembre 2018 page 9 . |         |                       | stade seffouhi mustapha de batna . Spectateurs : nombreuse . Arbitrage : boukhalfa ( halem / serradj ) . | stade seffouhi mustapha de batna . Spectateurs : nombreuse . Arbitrage : boukhalfa ( halem / serradj ) . |

| 30 décembre 2018 | US Béni Douala (D3)                                                         | 0 - 2   | Paradou AC (D1)         | | |
| 15ː00            |                                                                             | (0 - 0) | loucif 46 . benayad 54. | stade 1er novembre de tizi ouzou . Spectateurs : faible . Arbitrage : bassiri ( amri / laaribi ) . | stade 1er novembre de tizi ouzou . Spectateurs : faible . Arbitrage : bassiri ( amri / laaribi ) . |
| 15ː00            | el haddef (version centre ) numéro 4463 du lundi 31 décembre 2018 page 16 . |         |                         | stade 1er novembre de tizi ouzou . Spectateurs : faible . Arbitrage : bassiri ( amri / laaribi ) . | stade 1er novembre de tizi ouzou . Spectateurs : faible . Arbitrage : bassiri ( amri / laaribi ) . |

| 31 décembre 2018 | IB Lakhdaria (D3)                                                 | 0 - 1   | CS Constantine (D1)    |                                                                         |                                                                         |
|                  |                                                                   | (0 - 0) | mohamed amine abid 76. | stade communal mansour khoudja de lakhdaria . Spectateurs : nombreuse . | stade communal mansour khoudja de lakhdaria . Spectateurs : nombreuse . |
|                  | el haddef ( version centre ) du mercredi 2 janvier 2019 page 21 . |         |                        | stade communal mansour khoudja de lakhdaria . Spectateurs : nombreuse . | stade communal mansour khoudja de lakhdaria . Spectateurs : nombreuse . |

| 31 décembre 2018 | USM Khenchela (D3)                                                           | 1 - 1 ap . 7 - 8 t. a. b. | NA Hussein Dey (D1) | | |
| 14ː00            | ben messaoud 90+3 .                                                          | (0 - 1)                   | allati 41 s pen .   | stade hammam amar de khenchela . Spectateurs : moyenne Arbitrage : nader ( bourchou / bouhassoune ) . | stade hammam amar de khenchela . Spectateurs : moyenne Arbitrage : nader ( bourchou / bouhassoune ) . |
| 14ː00            | el haddef ( version centre ) numéro 4464 du mercredi 2 janvier 2019 page 13. |                           |                     | stade hammam amar de khenchela . Spectateurs : moyenne Arbitrage : nader ( bourchou / bouhassoune ) . | stade hammam amar de khenchela . Spectateurs : moyenne Arbitrage : nader ( bourchou / bouhassoune ) . |
| 14ː00            | 7                                                                            | Tirs au but 7 - 8         | 8                   | stade hammam amar de khenchela . Spectateurs : moyenne Arbitrage : nader ( bourchou / bouhassoune ) . | stade hammam amar de khenchela . Spectateurs : moyenne Arbitrage : nader ( bourchou / bouhassoune ) . |

| 31 décembre 2018 | USM Alger (D1)                                                                | 2 - 1 a p . | USM Bel-Abbes (D1) | | |
| 18ː00            | ardji 45 . hamia 107                                                          | (1 - 0)     | benayad 50 .       | stade omar hamadi de bologhine ( alger ) . Spectateurs : nombruese . Arbitrage : achouri ( tamene / ben hamouda ) . | stade omar hamadi de bologhine ( alger ) . Spectateurs : nombruese . Arbitrage : achouri ( tamene / ben hamouda ) . |
| 18ː00            | el haddef ( version centre ) numéro 4464 du mercredi 2 janvier 2019 page 10 . |             |                    | stade omar hamadi de bologhine ( alger ) . Spectateurs : nombruese . Arbitrage : achouri ( tamene / ben hamouda ) . | stade omar hamadi de bologhine ( alger ) . Spectateurs : nombruese . Arbitrage : achouri ( tamene / ben hamouda ) . |

| 15 janvier 2019 | Amel Bou Saâda (D2)                                                       | 0 - 1   | ES Sétif (D1) | | |
| 14ː00           |                                                                           | (0 - 1) | badrane 7     | stade abdellatif mokhtar de boussaada . Spectateurs : nombreuse . Arbitrage : aarab ( boulfelfel / ben nacer ) . | stade abdellatif mokhtar de boussaada . Spectateurs : nombreuse . Arbitrage : aarab ( boulfelfel / ben nacer ) . |
| 14ː00           | el hadef ( version est) numéro 4478 du mercredi 16 janvier 2019 page 16 . |         |               | stade abdellatif mokhtar de boussaada . Spectateurs : nombreuse . Arbitrage : aarab ( boulfelfel / ben nacer ) . | stade abdellatif mokhtar de boussaada . Spectateurs : nombreuse . Arbitrage : aarab ( boulfelfel / ben nacer ) . |

| 1er janvier 2019 | CR Village Moussa (D3)                                                     | 0 - 3                                                                      | MC Alger (D1)                                           | | |
| 16ː00            |                                                                            | (0 - 3 ( * match arrêté à la 45e minute à la suite du grave incident ! ).) | bourdim ammar 2 s pen . souibaa 17 . benchouib 30 csc . | stade chahid hocine rouibah de jijel . Spectateurs : nombreuse . Arbitrage : bouzrar ( yahi / rahmoune ) . | stade chahid hocine rouibah de jijel . Spectateurs : nombreuse . Arbitrage : bouzrar ( yahi / rahmoune ) . |
| 16ː00            | el hadef ( version centre ) numéro 4464 du mercredi 2 janvier 2019 page 5. |                                                                            |                                                         | stade chahid hocine rouibah de jijel . Spectateurs : nombreuse . Arbitrage : bouzrar ( yahi / rahmoune ) . | stade chahid hocine rouibah de jijel . Spectateurs : nombreuse . Arbitrage : bouzrar ( yahi / rahmoune ) . |

| 1er janvier 2019 | MB Rouissat (D4)                                                  | 2 - 0   | CRB Aïn Oussara (D3) |                                                                                              |                                                                                              |
| 14ː00            | sayeh 39 . chelgham 76 .                                          | (1 - 0) |                      | stade 18 février de ouargla . Spectateurs : nombreuse . Arbitrage : meghzi ( hamza / arem ). | stade 18 février de ouargla . Spectateurs : nombreuse . Arbitrage : meghzi ( hamza / arem ). |
| 14ː00            | el haddef ( version centre ) du mercredi 2 janvier 2019 page 21 . |         |                      | stade 18 février de ouargla . Spectateurs : nombreuse . Arbitrage : meghzi ( hamza / arem ). | stade 18 février de ouargla . Spectateurs : nombreuse . Arbitrage : meghzi ( hamza / arem ). |

## Huitièmes de finale
| 21 janvier 2019 | CR Belouizdad (D1)                                                     | 3 - 0              | SA Mohammadia (D3) |                                                         |                                                         |
| 15ː00           | Djamel Eddine Chatal 45+1e · Amir Sayoud 72e · Abou Sofiane Balegh 85e | (1 - 0)            |                    | Stade du 20-Août-1955, Alger Arbitrage : Abdelali Ibrir | Stade du 20-Août-1955, Alger Arbitrage : Abdelali Ibrir |
| 15ː00           |                                                                        | Omar Kherbache 50e |                    | Stade du 20-Août-1955, Alger Arbitrage : Abdelali Ibrir | Stade du 20-Août-1955, Alger Arbitrage : Abdelali Ibrir |

| 21 janvier 2019 | USM Annaba (D2)                                      | 3 - 1   | CA Bordj Bou Arreridj (D1) |                                                          |                                                          |
| 16ː00           | Toufik Elghoumari 8e (pen.) 24e · Sofiane Ammour 71e | (2 - 0) | Abdelmehdi Droueche 53e    | Stade du 19-Mai-1956, Annaba Arbitrage : Lotfi Bekouassa | Stade du 19-Mai-1956, Annaba Arbitrage : Lotfi Bekouassa |
| 16ː00           | Toufik Elghoumari 24e · Nabil Billal Ziani 90e       |         | Mohamed Khoutir-Ziti 8e    | Stade du 19-Mai-1956, Annaba Arbitrage : Lotfi Bekouassa | Stade du 19-Mai-1956, Annaba Arbitrage : Lotfi Bekouassa |

| 21 janvier 2019 | JSM Béjaïa (D2)                                     | 4 - 1                                           | CRM Bouguirat (D4)  |                                                             |                                                             |
| 17ː00           | Hichem Mokhtar 4e 31e · Fouad Ghanem 65e (pen.) 67e | (2 - 0)                                         | Djelloul Meghni 54e | Stade de l'Unité maghrébine, Béjaïa Arbitrage : Adel Fassih | Stade de l'Unité maghrébine, Béjaïa Arbitrage : Adel Fassih |
| 17ː00           |                                                     | Mohamed Amine Kherbouche 49e · Fethi Haddad 64e |                     | Stade de l'Unité maghrébine, Béjaïa Arbitrage : Adel Fassih | Stade de l'Unité maghrébine, Béjaïa Arbitrage : Adel Fassih |

| 22 janvier 2019 | Paradou AC (D1)                                                | 3 - 0   | USM El Harrach (D2)                   |                                                      |                                                      |
| 14ː30           | Zakaria Naidji 53e · Haithem Loucif 90+2e · Riad Benayad 90+4e | (0 - 0) |                                       | Stade Omar-Hamadi, Bologhine Arbitrage : Farouk Mial | Stade Omar-Hamadi, Bologhine Arbitrage : Farouk Mial |
| 14ː30           | Mustapha Bouchina 17e · Hamza Mouali 85e                       |         | Yacoub Ikhlef 60e · Yacine Medane 77e | Stade Omar-Hamadi, Bologhine Arbitrage : Farouk Mial | Stade Omar-Hamadi, Bologhine Arbitrage : Farouk Mial |

| 22 janvier 2019 | ES Sétif (D1)                                                        | 3 - 1   | USM Alger (D1)                              |                                                       |                                                       |
| 17ː00           | Abdelkader Bedrane 2e · Houari Ferhani 51e · Abdelmoumene Djabou 79e | (1 - 0) | Redouane Cherifi 49e (pen.)                 | Stade du 8-Mai-1945, Sétif Arbitrage : Redouane Necib | Stade du 8-Mai-1945, Sétif Arbitrage : Redouane Necib |
| 17ː00           | Houari Ferhani 42e                                                   |         | Hamza Koudri 39e · Mohammed Benkhemassa 83e | Stade du 8-Mai-1945, Sétif Arbitrage : Redouane Necib | Stade du 8-Mai-1945, Sétif Arbitrage : Redouane Necib |

| 23 janvier 2019 | MB Rouissat (D4) | 1 - 2   | CS Constantine (D1)                      |                                                       |                                                       |
| 14ː30           | Bouti Sayeh 1re  | (1 - 0) | Nassim Yattou 65e · Houcine Benayada 80e | Stade 18 février, Ouargla Arbitrage : Merzoug Brahimi | Stade 18 février, Ouargla Arbitrage : Merzoug Brahimi |
| 14ː30           | Bouti Sayeh 39e  |         |                                          | Stade 18 février, Ouargla Arbitrage : Merzoug Brahimi | Stade 18 février, Ouargla Arbitrage : Merzoug Brahimi |

| 23 janvier 2019 | NA Hussein Dey (D1)    | 1 - 0   | MC Alger (D1) |                                                      |                                                      |
| 15ː00           | Ahmed Gasmi 83e (pen.) | (0 - 0) |               | Stade du 20-Août-1955, Alger Arbitrage : Said Aouina | Stade du 20-Août-1955, Alger Arbitrage : Said Aouina |

| 29 janvier 2019 | MC Oran (D1)                                | 2 - 0 ap       | NC Magra (D2) |                                                  |                                                  |
| 17ː00           | Zakaria Mansouri 106e · Hakim Berezoug 107e | (0 - 0, 0 - 0) |               | Stade Ahmed-Zabana, Oran Arbitrage : Farouk Mial | Stade Ahmed-Zabana, Oran Arbitrage : Farouk Mial |
| 17ː00           | Mohamed Zine El Abidine Sebbah 59e          |                |               | Stade Ahmed-Zabana, Oran Arbitrage : Farouk Mial | Stade Ahmed-Zabana, Oran Arbitrage : Farouk Mial |

## Quarts de finale

### Aller
| 19 février 2019 | USM Annaba (D2)                                                   | 2 - 0   | ES Sétif (D1)                               |                                                        |                                                        |
| 17ː00           | Salih Sahbi 17e · Hamza Rebiai 58e (pen.)                         | (1 - 0) |                                             | Stade du 19-Mai-1956, Annaba Arbitrage : Mohamed Saïdi | Stade du 19-Mai-1956, Annaba Arbitrage : Mohamed Saïdi |
| 17ː00           | Billel Mebarki 64e · Anis Khemaissia 74e · Boualem Benmalek 90+5e |         | Samir Aiboud 82e · Abdelkader Bedrane 90+5e | Stade du 19-Mai-1956, Annaba Arbitrage : Mohamed Saïdi | Stade du 19-Mai-1956, Annaba Arbitrage : Mohamed Saïdi |

| 19 février 2019 | CR Belouizdad (D1) | 0 - 1                                                             | NA Hussein Dey (D1)        |                                                              |                                                              |
| 17ː45           |                    | (0 - 1)                                                           | Mohamed Naoufel Khacef 36e | Stade du 5-Juillet-1962, Alger Arbitrage : Mehdi Abid Charef | Stade du 5-Juillet-1962, Alger Arbitrage : Mehdi Abid Charef |
| 17ː45           |                    | Nabil Bousmaha 28e · Mohamed Naoufel Khacef 62e · Ahmed Gasmi 79e |                            | Stade du 5-Juillet-1962, Alger Arbitrage : Mehdi Abid Charef | Stade du 5-Juillet-1962, Alger Arbitrage : Mehdi Abid Charef |

| 9 mars 2019 | JSM Béjaïa (D2)       | 0 - 0   | Paradou AC (D1) |                                                                  |                                                                  |
| 16ː00       |                       | (0 - 0) |                 | Stade de l'Unité maghrébine, Béjaïa Arbitrage : Mustapha Bessiri | Stade de l'Unité maghrébine, Béjaïa Arbitrage : Mustapha Bessiri |
| 16ː00       | Kamel Belmessaoud 56e |         |                 | Stade de l'Unité maghrébine, Béjaïa Arbitrage : Mustapha Bessiri | Stade de l'Unité maghrébine, Béjaïa Arbitrage : Mustapha Bessiri |

| 12 mars 2019 | CS Constantine (D1)                                                                  | 1 - 1   | MC Oran (D1)                                         |                                                                |                                                                |
| 17ː00        | Abdelfetah Ismaïl Belkacemi 89e                                                      | (0 - 0) | Abdellah El Moudene 80e                              | Stade Chahid-Hamlaoui, Constantine Arbitrage : Lotfi Bekouassa | Stade Chahid-Hamlaoui, Constantine Arbitrage : Lotfi Bekouassa |
| 17ː00        | Nassim Yattou 64e · Amine Boucheriha 77e · Dylan Bahamboula 87e · Foued Hadded 90+3e |         | Sid Ahmed Rafik Mazouzi 76e · Abderrahmane Blaha 83e | Stade Chahid-Hamlaoui, Constantine Arbitrage : Lotfi Bekouassa | Stade Chahid-Hamlaoui, Constantine Arbitrage : Lotfi Bekouassa |

### Retour
| 26 février 2019 | ES Sétif (D1)                                                                         | 4 - 0   | USM Annaba (D2) |                                                        |                                                        |
| 17ː00           | El Habib Bouguelmouna 30e 72e · Mohamed Islam Bakir 73e · Houssam Eddine Ghacha 90+2e | (1 - 0) |                 | Stade du 8-Mai-1945, Sétif Arbitrage : Nabil Boukhalfa | Stade du 8-Mai-1945, Sétif Arbitrage : Nabil Boukhalfa |
| 17ː00           | Abdelkader Bedrane 76e                                                                |         |                 | Stade du 8-Mai-1945, Sétif Arbitrage : Nabil Boukhalfa | Stade du 8-Mai-1945, Sétif Arbitrage : Nabil Boukhalfa |

| 28 mars 2019 | NA Hussein Dey (D1)                                                                    | 1 - 3   | CR Belouizdad (D1)                                                                                    |                                                            |                                                            |
| 17ː00        | Faouzi Yaya 43e                                                                        | (1 - 1) | Chouaib Keddad 28e 60e · Amir Sayoud 83e (pen.)                                                       | Stade du 5-Juillet-1962, Alger Arbitrage : Lotfi Bekouassa | Stade du 5-Juillet-1962, Alger Arbitrage : Lotfi Bekouassa |
| 17ː00        | Hocine Laribi 4e · Nabil Bousmaha 27e · Mohamed Naoufel Khacef 82e · Faouzi Yaya 90+4e |         | Boubacar Hainikoye Soumana 15e · Chouaib Keddad 41e · Abou Sofiane Balegh 45+5e · Sofiane Bouchar 62e | Stade du 5-Juillet-1962, Alger Arbitrage : Lotfi Bekouassa | Stade du 5-Juillet-1962, Alger Arbitrage : Lotfi Bekouassa |

| 28 mars 2019 | MC Oran (D1)                                     | 1 - 1 ap 4 - 5 t. a. b. | CS Constantine (D1)                                                                   |                                                  |                                                  |
| 17ː00        | Rachid Nadji 58e                                 | (0 - 0, 1 - 1)          | Nasreddine Zaalani 68e                                                                | Stade Ahmed-Zabana, Oran Arbitrage : Said Aouina | Stade Ahmed-Zabana, Oran Arbitrage : Said Aouina |
| 17ː00        | Abdellah El Moudene 61e · Brahim Boudebouda 107e |                         | Houcine Benayada 32e · Sid Ali Lamri 50e · Adil Djabout 75e · Walid Bencherifa 120e · | Stade Ahmed-Zabana, Oran Arbitrage : Said Aouina | Stade Ahmed-Zabana, Oran Arbitrage : Said Aouina |
| 17ː00        | Tirs au but 4 - 5                                |                         |                                                                                       | Stade Ahmed-Zabana, Oran Arbitrage : Said Aouina | Stade Ahmed-Zabana, Oran Arbitrage : Said Aouina |

| 30 mars 2019 | Paradou AC (D1)                        | 1 - 1   | JSM Béjaïa (D2)                                                                |                                                            |                                                            |
| 17ː00        | Adem Zorgane 37e                       | (1 - 0) | Abdellah Bouras Djelloul Daouadji 50e                                          | Stade Omar-Hamadi, Bologhine Arbitrage : Mohamed Ali Nader | Stade Omar-Hamadi, Bologhine Arbitrage : Mohamed Ali Nader |
| 17ː00        | Tarek Bouabta 87e · Adem Zorgane 90+5e |         | Ahmida Zenasni 68e · Belkacem Niati 75e · Maâmar Youcef 81e · Nafaa Alloui 83e | Stade Omar-Hamadi, Bologhine Arbitrage : Mohamed Ali Nader | Stade Omar-Hamadi, Bologhine Arbitrage : Mohamed Ali Nader |

## Demi-finales

### Aller
| 16 avril 2019 | ES Sétif (D1)          | 1 - 2   | JSM Bejaïa (D2)                                           |                                                    |                                                    |
| 17:00         | Akram Djahnit 61e      | (0 - 0) | Belkacem Niati 71e · Karim Baïteche 89e                   | Stade du 8-Mai-1945, Sétif Arbitrage : Said Aouina | Stade du 8-Mai-1945, Sétif Arbitrage : Said Aouina |
| 17:00         | Abdelkader Bedrane 85e |         | Slimane Allali 20e · Nafaâ Aloui 76e · Karim Baïteche 90e | Stade du 8-Mai-1945, Sétif Arbitrage : Said Aouina | Stade du 8-Mai-1945, Sétif Arbitrage : Said Aouina |

| 17 avril 2019 | CS Constantine (D1)     | 1 - 0   | CR Belouizdad (D1) |                                                                 |                                                                 |
| 17:45         | Mohamed Lamine Abid 68e | (0 - 0) |                    | Stade Chahid-Hamlaoui, Constantine Arbitrage : Lahlou Benbraham | Stade Chahid-Hamlaoui, Constantine Arbitrage : Lahlou Benbraham |
| 17:45         | Dylan Bahamboula 15e    |         | Chouaib Keddad 59e | Stade Chahid-Hamlaoui, Constantine Arbitrage : Lahlou Benbraham | Stade Chahid-Hamlaoui, Constantine Arbitrage : Lahlou Benbraham |

### Retour
| 24 avril 2019 | CR Belouizdad (D1)                             | 2 ap - 0       | CS Constantine (D1)                                                                 |                                                              |                                                              |
| 16:00         | Adel Djerrar 74e · Rayen Hais Benderrouya 99e  | (0 - 0, 1 - 0) |                                                                                     | Stade du 20-Août-1955, Alger Arbitrage : Missoum Benabdellah | Stade du 20-Août-1955, Alger Arbitrage : Missoum Benabdellah |
| 16:00         | Rayen Hais Benderrouya 101e · Amir Sayoud 117e |                | Sid Ali Lamri 45+2e · Foued Hadded 56e · Nassim Yattou 74e · Adil Djabout 54e, 118e | Stade du 20-Août-1955, Alger Arbitrage : Missoum Benabdellah | Stade du 20-Août-1955, Alger Arbitrage : Missoum Benabdellah |

| 25 avril 2019 | JSM Bejaïa (D2)                                                                                         | 0 - 1   | ES Sétif (D1)                                                |                                                                  |                                                                  |
| 17:00         | | (0 - 1) | Samir Aiboud 14e                                             | Stade de l'Unité maghrébine, Béjaïa Arbitrage : Hamza Bouslimani | Stade de l'Unité maghrébine, Béjaïa Arbitrage : Hamza Bouslimani |
| 17:00         | Nabil Khellaf 44e · Kamel Belmessaoud 61e · Rida Bensayah 74e · Nafaa Alloui 80e · Belkacem Niati 90+5e |         | Zakaria Draoui 55e · Akram Djahnit 61e · Miloud Rebiaï 90+5e | Stade de l'Unité maghrébine, Béjaïa Arbitrage : Hamza Bouslimani | Stade de l'Unité maghrébine, Béjaïa Arbitrage : Hamza Bouslimani |

## Finale
| Entraîneur :      |
| Abdelkader Amrani |

| Entraîneur :  |
| Moez Bououkaz |

| Entraîneur :      |
| Abdelkader Amrani |

| Entraîneur :  |
| Moez Bououkaz |

|  |  | JSMB |  |
|  |  | ---- |  |
|  |  |      |  |
|  |  |      |  |

## Tableau final
|  | 1/8e de finale | 1/8e de finale | 1/8e de finale     | 1/8e de finale |      |   | 1/4 de finale | 1/4 de finale | 1/4 de finale  | 1/4 de finale |   |   | 1/2 finale | 1/2 finale    | 1/2 finale | 1/2 finale |   |  | finale | finale | finale | finale |
|  |                |                |                    |                |      |   |               |               |                |               |   |   |            |               |            |            |   |  |        |        |        |        |
|  | MB Rouissat    |                |                    | 1              |      |   |               |               |                |               |   |   |            |               |            |            |   |  |        |        |        |        |
|  | CS Constantine |                |                    | 2              |      |   |               |               |                |               |   |   |            |               |            |            |   |  |        |        |        |        |
|  | CS Constantine |                | CS Constantine tab | 2              | 1    | 1 | 1(5)          |               |                |               |   |   |            |               |            |            |   |  |        |        |        |        |
|  |                |                |                    |                | 1    | 1 | 1(5)          |               |                |               |   |   |            |               |            |            |   |  |        |        |        |        |
|  |                | MC Oran        | 1                  | 1              | 1(4) |   |               |               |                |               |   |   |            |               |            |            |   |  |        |        |        |        |
|  | MC Oran        | MC Oran        | 1                  | 1              | 1(4) |   |               | 2             |                |               |   |   |            |               |            |            |   |  |        |        |        |        |
|  | MC Oran        |                |                    |                |      |   |               | 2             |                |               |   |   |            |               |            |            |   |  |        |        |        |        |
|  | NC Magra       |                |                    | 0              |      |   |               |               |                |               |   |   |            |               |            |            |   |  |        |        |        |        |
|  | NC Magra       |                |                    |                |      |   |               |               | CS Constantine | 1             | 0 | 1 |            |               |            |            |   |  |        |        |        |        |
|  |                |                |                    |                |      |   |               |               |                |               | 0 | 1 |            |               |            |            |   |  |        |        |        |        |
|  |                | CR Belouizdad  | 0                  | 2              | 2    |   |               |               |                |               |   |   |            |               |            |            |   |  |        |        |        |        |
|  | CR Belouizdad  | CR Belouizdad  | 0                  | 2              | 2    |   |               | 3             |                |               |   |   |            |               |            |            |   |  |        |        |        |        |
|  | CR Belouizdad  |                |                    |                |      |   |               | 3             |                |               |   |   |            |               |            |            |   |  |        |        |        |        |
|  | SA Mohammadia  |                |                    | 0              |      |   |               |               |                |               |   |   |            |               |            |            |   |  |        |        |        |        |
|  | SA Mohammadia  |                | CR Belouizdad      | 0              | 0    | 3 | 3             |               |                |               |   |   |            |               |            |            |   |  |        |        |        |        |
|  |                |                |                    |                | 0    | 3 | 3             |               |                |               |   |   |            |               |            |            |   |  |        |        |        |        |
|  |                | NA Hussein Dey | 1                  | 1              | 2    |   |               |               |                |               |   |   |            |               |            |            |   |  |        |        |        |        |
|  | NA Hussein Dey | NA Hussein Dey | 1                  | 1              | 2    |   |               | 1             |                |               |   |   |            |               |            |            |   |  |        |        |        |        |
|  | NA Hussein Dey |                |                    |                |      |   |               | 1             |                |               |   |   |            |               |            |            |   |  |        |        |        |        |
|  | MC Alger       |                |                    | 0              |      |   |               |               |                |               |   |   |            |               |            |            |   |  |        |        |        |        |
|  | MC Alger       |                |                    |                |      |   |               |               |                |               |   |   |            | CR Belouizdad |            |            | 2 |  |        |        |        |        |
|  |                |                |                    |                |      |   |               |               |                |               |   |   |            |               |            |            |   |  |        |        |        |        |
|  |                | JSM Béjaïa     |                    |                | 0    |   |               |               |                |               |   |   |            |               |            |            |   |  |        |        |        |        |
|  | USM Annaba     | JSM Béjaïa     |                    |                | 0    | 3 |               |               |                |               |   |   |            |               |            |            |   |  |        |        |        |        |
|  | USM Annaba     |                |                    |                |      | 3 |               |               |                |               |   |   |            |               |            |            |   |  |        |        |        |        |
|  | CA Bordj BA    |                |                    | 1              |      |   |               |               |                |               |   |   |            |               |            |            |   |  |        |        |        |        |
|  | CA Bordj BA    |                | USM Annaba         | 1              | 2    | 0 | 2             |               |                |               |   |   |            |               |            |            |   |  |        |        |        |        |
|  |                |                |                    |                | 2    | 0 | 2             |               |                |               |   |   |            |               |            |            |   |  |        |        |        |        |
|  |                | ES Sétif       | 0                  | 4              | 4    |   |               |               |                |               |   |   |            |               |            |            |   |  |        |        |        |        |
|  | ES Sétif       | ES Sétif       | 0                  | 4              | 4    |   |               | 3             |                |               |   |   |            |               |            |            |   |  |        |        |        |        |
|  | ES Sétif       |                |                    |                |      |   |               | 3             |                |               |   |   |            |               |            |            |   |  |        |        |        |        |
|  | USM Alger      |                |                    | 1              |      |   |               |               |                |               |   |   |            |               |            |            |   |  |        |        |        |        |
|  | USM Alger      |                |                    |                |      |   |               |               | ES Sétif       | 1             | 1 | 2 |            |               |            |            |   |  |        |        |        |        |
|  |                |                |                    |                |      |   |               |               |                |               | 1 | 2 |            |               |            |            |   |  |        |        |        |        |
|  |                | JSM Béjaïa     | 2                  | 0              | 2    |   |               |               |                |               |   |   |            |               |            |            |   |  |        |        |        |        |
|  | JSM Béjaïa     | JSM Béjaïa     | 2                  | 0              | 2    |   |               | 4             |                |               |   |   |            |               |            |            |   |  |        |        |        |        |
|  | JSM Béjaïa     |                |                    |                |      |   |               | 4             |                |               |   |   |            |               |            |            |   |  |        |        |        |        |
|  | CRM Boughirat  |                |                    | 1              |      |   |               |               |                |               |   |   |            |               |            |            |   |  |        |        |        |        |
|  | CRM Boughirat  |                | JSM Béjaïa         | 1              | 0    | 1 | 1             |               |                |               |   |   |            |               |            |            |   |  |        |        |        |        |
|  |                |                |                    |                | 0    | 1 | 1             |               |                |               |   |   |            |               |            |            |   |  |        |        |        |        |
|  |                | Paradou AC     | 0                  | 1              | 1    |   |               |               |                |               |   |   |            |               |            |            |   |  |        |        |        |        |
|  | Paradou AC     | Paradou AC     | 0                  | 1              | 1    |   |               | 3             |                |               |   |   |            |               |            |            |   |  |        |        |        |        |
|  | Paradou AC     |                |                    |                |      |   |               | 3             |                |               |   |   |            |               |            |            |   |  |        |        |        |        |
|  | USM El Harrach |                |                    | 0              |      |   |               |               |                |               |   |   |            |               |            |            |   |  |        |        |        |        |

## Buteurs
| Rang | Buteur                   | Club           | Buts | Minutes jouées |
| ---- | ------------------------ | -------------- | ---- | -------------- |
| 1    | Toufik Elghoumari        | USM Annaba     | 3    | 222            |
| 2    | Hichem Mokhtar           | JSM Béjaïa     | 2    | 90             |
| 3    | Fouad Ghanem             | JSM Béjaïa     | 2    | 101            |
| 4    | Bouti Sayeh              | MB Rouissat    | 2    | 180            |
| 5    | Habib Bouguelmouna       | ES Sétif       | 2    | 244            |
| 6    | Mohamed Lamine Abid      | CS Constantine | 2    | 262            |
| 7    | Haithem Loucif           | Paradou AC     | 2    | 302            |
| 8    | Riad Benayad             | Paradou AC     | 2    | 344            |
| 9    | Hamza Rebiai             | USM Annaba     | 2    | 360            |
| 10   | Abdelkader Bedrane       | ES Sétif       | 2    | 450            |
| 11   | Amir Sayoud              | CR Belouizdad  | 2    | 464            |
| 12   | Chouaib Keddad           | CR Belouizdad  | 2    | 570            |
| 13   | Aimen Harez              | USM Annaba     | 1    | 18             |
| 14   | Mohamed Elyamine Meradji | CRB Kais       | 1    | 19             |
| 15   | Aziz Fegaâs              | NC Magra       | 1    | 25             |
| 16   | Rayen Hais Benderrouya   | CR Belouizdad  | 1    | 27             |
| 17   | Hakim Berezoug           | MC Oran        | 1    | 31             |
| 18   | Mohamed Amine Hamia      | USM Alger      | 1    | 82             |
| 19   | Abdelmadjid Mekioui      | RA Aïn Defla   | 1    | 90             |
| 20   | Abderrahmane Bourdim     | MC Alger       | 1    | 90             |